# Setina
Setina je matematický pojem, který v desítkové soustavě představuje číslo 10−2 (tj. 0,01 nebo 100−1). 
Označuje stý díl celku, tj. 1% celku nebo 10‰ celku, resp. 10 000 ppm.
Setina zapsána jako zlomek: {\displaystyle {\tfrac {1}{100}}} a je to tedy racionální číslo.
Jedna setina je tedy převrácená hodnota čísla 100.

## Další informace
{\displaystyle log(0.01)=-2}
{\displaystyle {\sqrt {0.0001}}=\pm 0.01}
Předpona centi v soustavě SI je 0,01 násobek veličiny, tj. např. 1 cm = 0,01 m, resp. 100 cm = 1 m.